# Aphyllodium hispidum
Aphyllodium hispidum là một loài thực vật có hoa trong họ Đậu. Loài này được (Schindl.) H.Ohashi miêu tả khoa học đầu tiên.